# Edt bei Lambach
Edt bei Lambach är en ort och kommun i Österrike. Den ligger i distriktet Wels-Land i förbundslandet Oberösterreich,  180 kilometer väster om huvudstaden Wien. 
Kommunen består av 29 orter (Ortschaften) (inom parentes invånarantal 1 januari 2024):

- Aichham (15)
- Aigen (20)
- Bergern (8)
- Brandstatt (4)
- Breitenberg (17)
- Edt (30)
- Fluchtwang (123)
- Graben (580)
- Hagenberg (167)
- Holzmanning (8)
- Hölzlberg (4)
- Klaus (48)
- Kreisbichl (35)
- Kropfing (963)
- Laimberg (11)
- Mairlambach (13)
- Mernbach (40)
- Mitterberg (23)
- Niederschwaig (12)
- Niederzeiling (8)
- Oberroithen (6)
- Oberzeiling (21)
- Roith (7)
- Saag (117)
- Schlatt (9)
- Schmidhub (0)
- Sperr (29)
- Unterroithen (31)
- Winkling (7)